# 国鉄タキ5500形貨車
国鉄タキ5500形貨車（こくてつタキ5500がたかしゃ）は、かつて日本国有鉄道（国鉄）に在籍した私有貨車（タンク車）である。
本形式と同じ専用種別であるタキ5550形、タキ10250形についても本項目で解説する。

## タキ5500形
タキ5500形は、シクロヘキサン専用の30t積タンク車として1960年（昭和35年）8月3日に5両（タキ5500-タキ5504）が富士重工業にて製作された。2年後の1962年（昭和37年）12月20日に2両（タキ5507-タキ5508）が東急車輛製造にて増備され合計7両が製作された。この際タキ5505-タキ5506はなぜか使用されることなく空番のままであった。
本形式の他にシクロヘキサンを専用種別とする形式にはタキ5550形（後述）、タキ10250形（後述）の2形式が存在した。
所有者は三井物産、常備駅は名古屋臨海鉄道汐見町線の汐見町駅であった。
1979年（昭和54年）10月より化成品分類番号「燃31」（燃焼性の物質、引火性液体、危険性度合2（中））が標記された。
塗装は黒、全長は13,900mm、全幅は2,544mm、全高は3,884mm、台車中心間距離は9,800mm、実容積は38.5-40.0m3、自重は19.1-20.9t、換算両数は積車5.0、空車2.0、台車はベッテンドルフ式のTR41Cであった。
1985年（昭和60年）9月13日に最後まで在籍した2両（タキ5507 - タキ5508）が廃車となり同時に形式消滅となった。

## タキ5550形
タキ5600形より3両（コタキ5603、コタキ5600、コタキ5601）の専用種別変更（シクロヘキサノン→シクロヘキサン）が1966年（昭和41年）2月28日に1両（コタキ5550）、同年11月29日に2両（コタキ5551-コタキ5552）が富士重工業にて行われ、形式名は新形式であるタキ5550形とされた。
記号番号表記は特殊標記符号「コ」（全長 12 m 以下）を前置し「コタキ」と標記する。
所有者は、種車落成時より一貫して関東電化工業であり、その常備駅は群馬県の渋川駅であった。
1979年（昭和54年）10月より化成品分類番号「燃31」（燃焼性の物質、引火性液体、危険性度合2（中））が標記された。
塗装は黒、全長は11,800mm、全幅は2,450mm、全高は3,853mm、台車中心間距離は7,700mm、実容積は32.3m3、自重は17.9t、換算両数は積車4.5、空車1.8、台車はベッテンドルフ式のTR41Cであった。
1986年（昭和61年）11月29日に全車（3両）が一斉に廃車となり同時に形式消滅となった。

## タキ10250形
タキ10250形は、シクロヘキサン専用の35t 積タンク車として1967年（昭和42年）12月6日から1971年（昭和46年）12月21日にかけて3ロット3両（タキ10250 - タキ10252）が、川崎車輛（その後「川崎重工業」へ社名変更）1社にて製作された。
落成時の所有者はタール製品取扱業協同組合であり、常備駅は鹿児島本線の西八幡駅（現・廃駅）であった。その後所有者は、1979年（昭和54年）1月17日に全車（3両）が日本陸運産業へと名義変更された。
1979年（昭和54年）10月より化成品分類番号「燃31」（燃焼性の物質、引火性液体、危険性度合2（中））が標記された。
塗装は黒、全長は12,010mm、全幅は2,720mm、全高は3,860mm、台車中心間距離は8,210mm、実容積は44.8m3、自重は16.0t、換算両数は積車5.0、空車1.6、台車はベッテンドルフ式のTR41Cであった。
1987年（昭和62年）3月23日に最後まで在籍した1両（タキ10251）が廃車となり同時に形式消滅となった。

### 年度別製造数
各年度による製造会社（改造会社）と両数、所有者は次のとおりである。（所有者は落成時の社名）
- 昭和42年度 - 1両
  - 川崎車輛 1両 タール製品取扱業協同組合（タキ10250）
- 昭和45年度 - 1両
  - 川崎重工業 1両 タール製品取扱業協同組合（タキ10251）
- 昭和46年度 - 1両
  - 川崎重工業 1両 タール製品取扱業協同組合（タキ10252）